# Johann Elias Haid
Johann Elias Haid ou Hayd, né en 1739 à Augsbourg où il est mort le 5 avril 1809, est un graveur sur cuivre et en manière noire, ainsi que portraitiste et éditeur allemand. Il est le fils du graveur et éditeur Johann Jacob Haid.

## Biographie
Johann Elias Haid naît en 1739, fils du graveur et éditeur Johann Jacob Haid. Il en devient l'élève et son plus proche collaborateur. À la mort du père, Elias prend la direction artistique et commerciale de la maison d'édition, appelée désormais « Johann Jakob Haid & Sohn ».
En 1768, il obtient le premier prix de la Reichsstädtische Kunstakademie Augsburg (de), l'académie des arts de la ville impériale d'Augsbourg. Il en devient le directeur protestant de 1786 à 1808,.

## Activités
Haid entreprend plusieurs voyages dans des pays européens, et séjourne notamment à Venise et dans les Pays-Bas. Il peint des portraits de nombreuses célébrités de son temps, parmi lesquels Alessandro Cagliostro, Johann Caspar Füssli, Markus Christoph Koch von Gailenbach (de), Jean-Jacques Rousseau (1782), Voltaire (1779), Johann Joachim Winckelmann, Johann Georg Meusel, Jacques Necker, Benjamin Franklin, Napoléon Bonaparte. Il réalise également de contemporains qui se sont fait un nom ou de célébrités locales comme Christoph Gottlieb von Murr et Paul von Stetten (de).
Elias obtient des commandes de toute l’Allemagne et jusqu’en Suisse. Comme son père, il est surtout graveur de portraits. Les reproductions fidèles de nombreux tableaux de contemporains et de célébrités locales d’après des peintures originales, ainsi que la transmission de compositions rares en gravure, en font des témoignages précieux. Dès son apprentissage dans l’atelier de son père, il l’aide aussi pour ses portraits, comme celui de Rosalba Carriera. En 1768, il crée d’après Anton Graff le portrait de son père mort peu de temps avant, encore en style rococo, style qu'il abandonne assez rapidement pour le style Louis XVI.
Il continue la collection de tableaux d'artistes de son père, et en 1774 commence une collection de portraits de savants célèbres, collection qu'il poursuit jusque dans les années 1790 et qui comprend finalement 57 tableaux. Ces portraits sont simples, dans un médaillon, sans paysage et sans cadre.
À partir de 1778 il travaille sur les 132 dessins de Johann Caspar Füssli pour le livre Des Ritters Johann Carl Hedlinger's Medaillen-Werk qui paraît en 1781. L’entreprise est considérée chez ses contemporains comme un acte patriotique et suscite beaucoup d’intérêt surtout en Allemagne du Sud.
Parmi ses éditions d'œuvres scientifiques figure l'ouvrage British Zoology de Thomas Pennant, et des gravures de planches de Georg Dionysius Ehret, dont certaines sont aussi attribuées à son père Johann Jacob.
La technique d'Elias est sobre et privilégie des arrière-plan simples et sommaires. Au début d’un brun foncé, les teintes virent vers un gris pâle dans les feuilles plus tardives. En plus des portraits, il grave des compositions d’après Juan de Córdova, Johann Karl Loth, Godfried Schalken, Jan Kupecký, Frans van Mieris l'Ancien, Bernardo Strozzi, Daniel Chodowiecki, Lucas Cranach, Joshua Reynolds, ou les livres de cuisine de Heilmann (« Die Kunst Fische zu bereiten » et « Die kochende Magd »). Même un Rembrandt et un Caravage se trouvent dans se feuillets.

## Œuvre notable
- Johann Elias Haid et Johann Caspar Füssli, Des Ritters Johann Carl Hedlinger's Medaillen-Werk : gezeichnet von Johann Caspar Fueßli, und in schwarzer Kunst bearbeitet von Johann Elias Haid, Augsbourg, Johann Jakob Haid und Sohn, 1781 (lire en ligne) aussi Livre gratuit sur Google

## Sélection de gravures

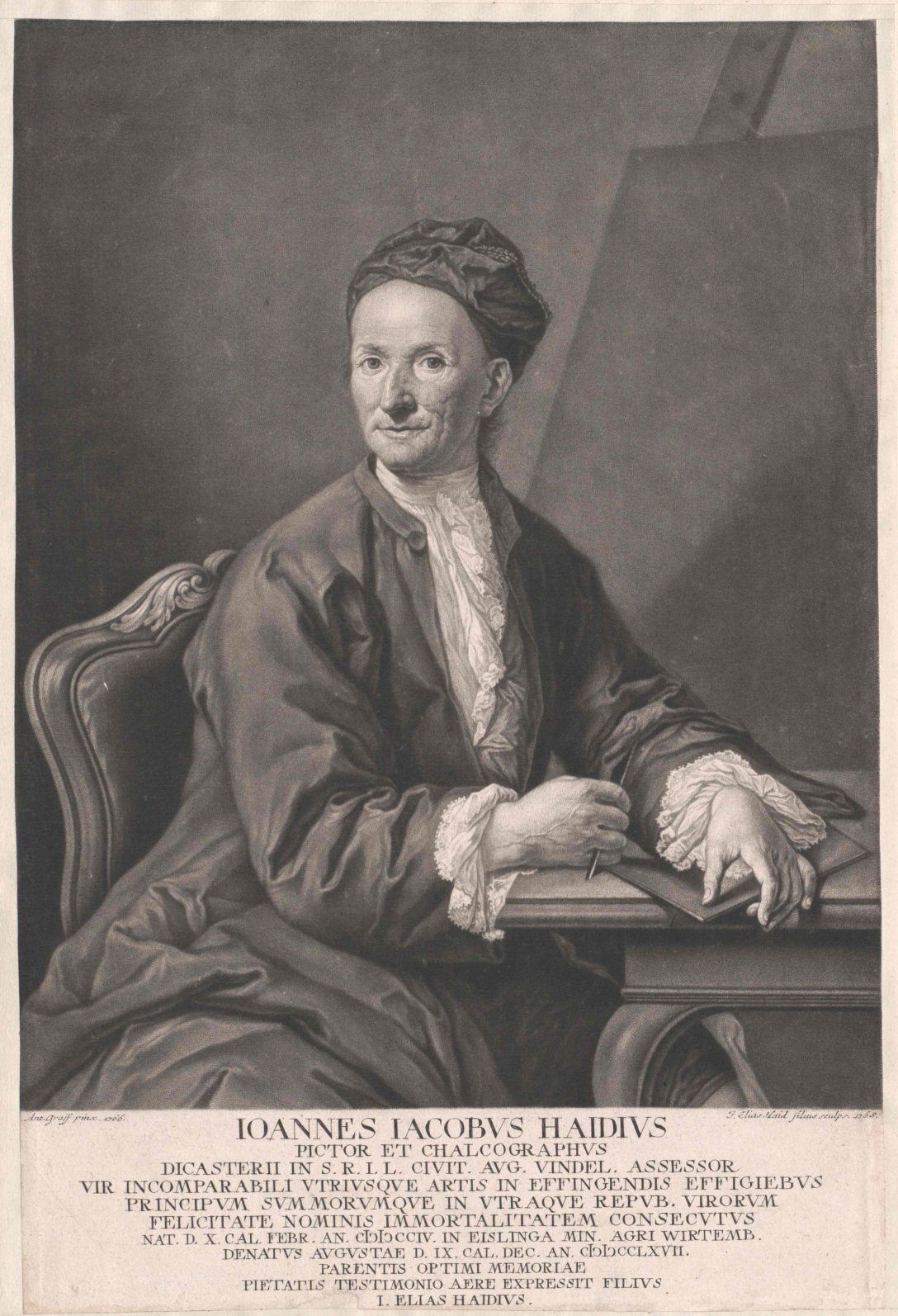
Johann Jacob Haid
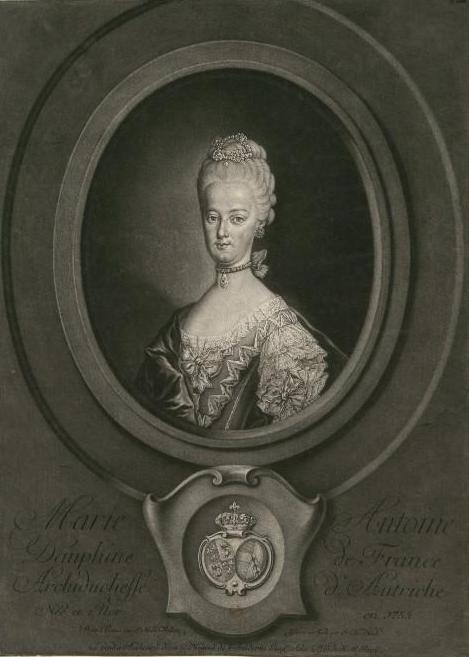
Marie Antoinette
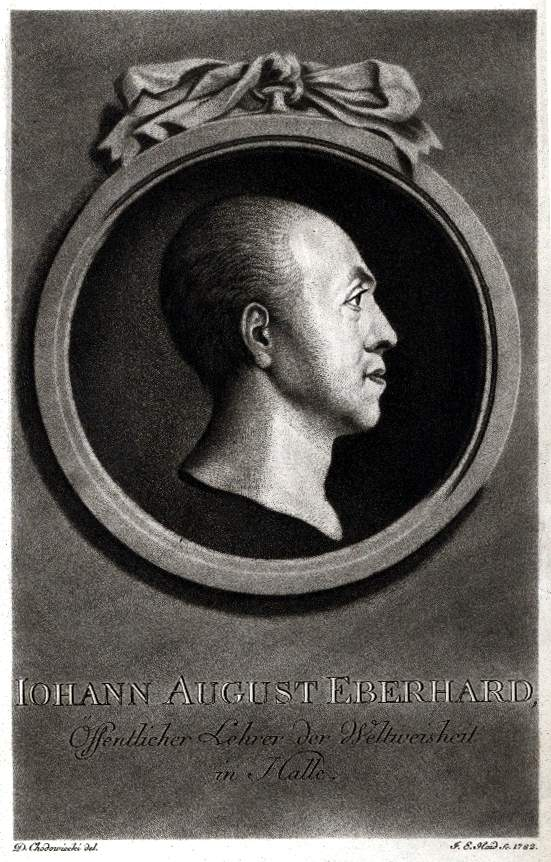
Johann August Eberhard
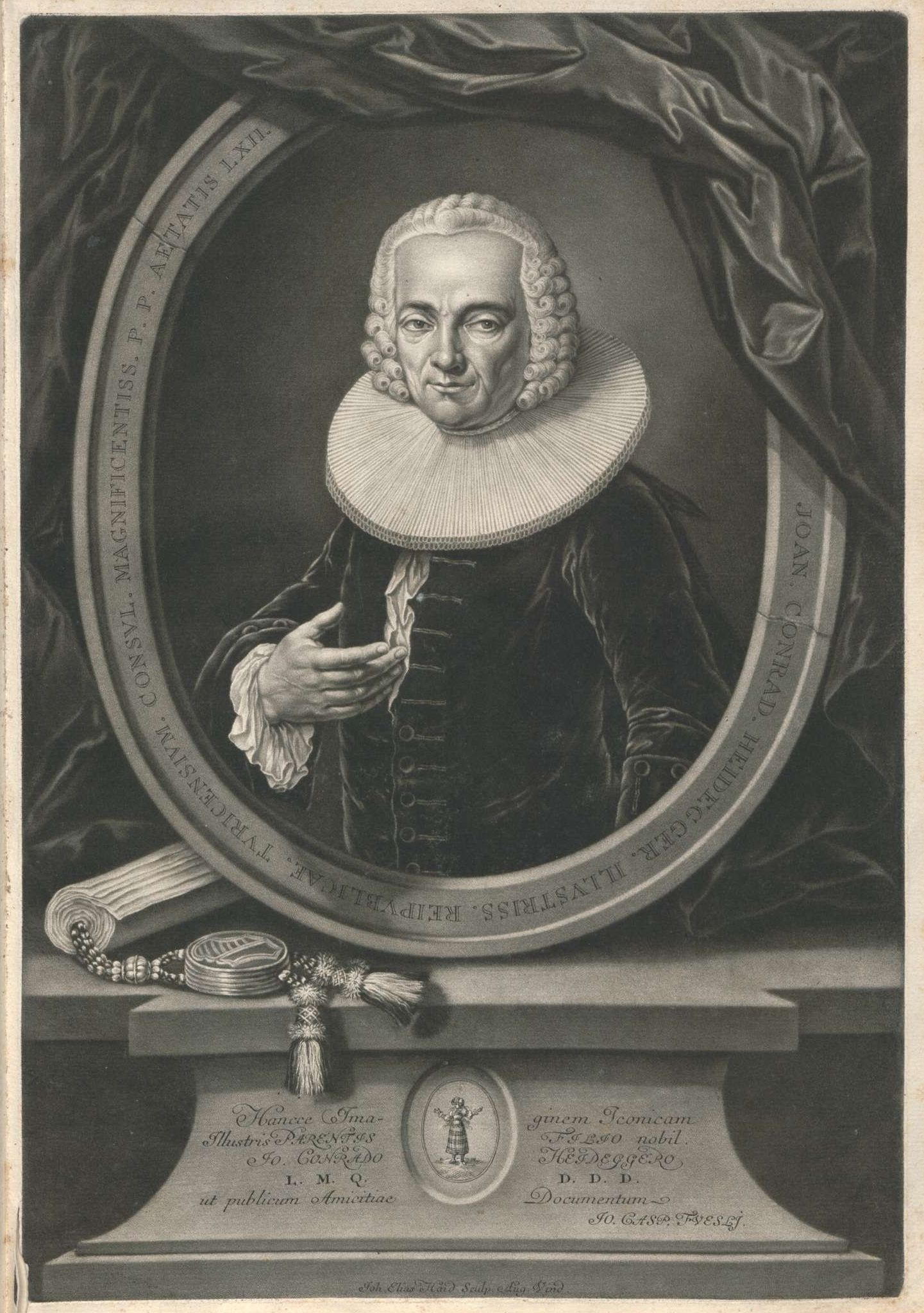
Joan Conrad Heidegger
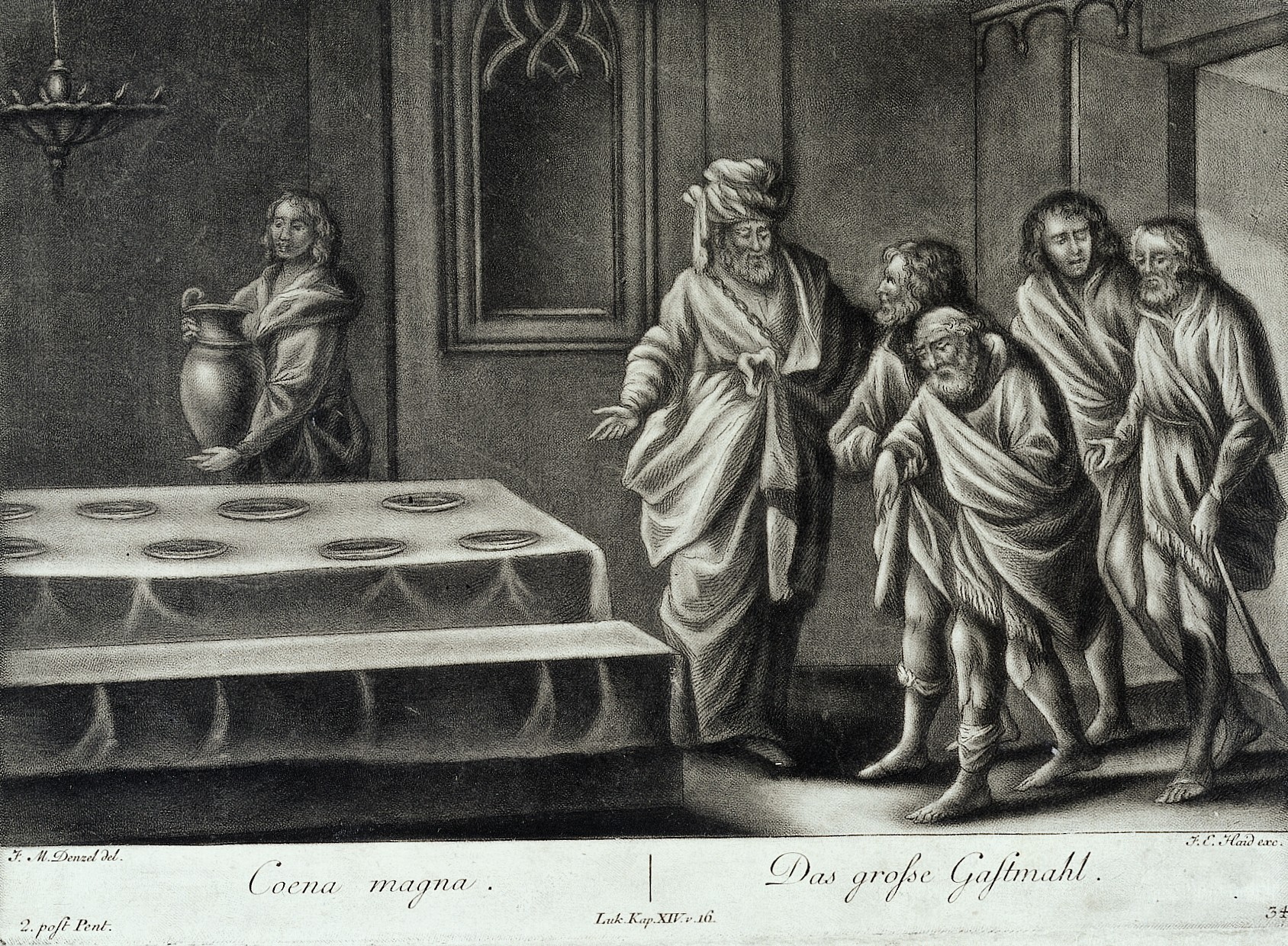
Le Grand dîner
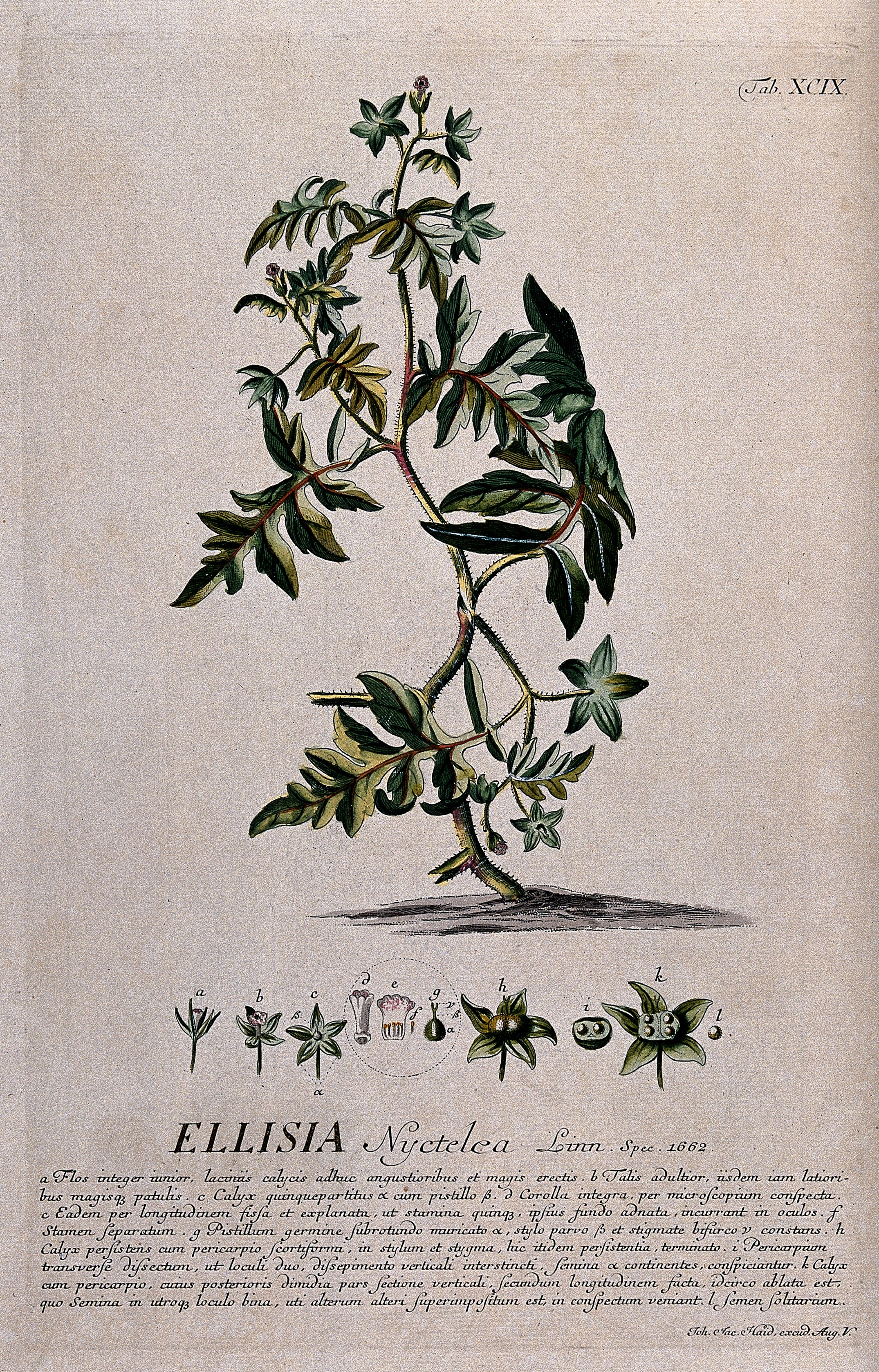
Ellisia nyctelia